# Halkapınar
Halkapınar (bis 1962 Zanapa) ist eine Stadtgemeinde (Belediye) im gleichnamigen Ilçe (Landkreis) der Provinz Konya in der türkischen Region Zentralanatolien und gleichzeitig ein Stadtbezirk der 1986 gebildeten Büyükşehir belediyesi Konya (Großstadtgemeinde/Metropolprovinz). Seit der Gebietsreform 2013 ist die Gemeinde flächen- und einwohnermäßig identisch mit dem Landkreis.

## Geografie
Der Landkreis liegt im äußersten Südosten der Provinz. Er grenzt im Nordwesten an Ereğli, im Nordosten an die Provinz Niğde, im Südosten an die Provinz Mersin und im Südwesten an die Provinz Karaman. Der Ort ist über eine Landstraße mit Ereğli verbunden. Im Süden des Kreises liegt der Nordhang des Gebirges Bolkar Dağları. Dazu gehören die Erhebungen Geyik Dağı mit 3.107 Metern, Meydan Tepesi mit 3.132 Metern, Kartal Tepesi mit 2.998 Metern und Aydos Dağı mit 3.430 Metern. Im Westen entspringt der Fluss İvriz Suyu, der zusammen mit dem von Osten kommenden Aydınkent Çayı westlich von Halkapınar zum İvriz Barajı aufgestaut wird.

## Verwaltung
Zusammen mit sieben anderen Kreisen der Provinz wurde Halkapınar durch das Gesetz Nr. 3644 1990 selbständig. Der komplette Bucak Halkapınar (eine Belediye, 14 Köy) des Kreises Ereğli wurden dabei ausgegliedert. Die Volkszählung 1990 ermittelte 7.101 Einwohner für den Kreis, davon 1.847 für die Kreishauptstadt.
(Bis) Ende 2012 bestand der Landkreis aus der Kreisstadt und 15 Dörfern (Köy), die im Rahmen der Verwaltungsreform 2013/2014 in Mahalle (Stadtviertel/Ortsteile) überführt wurden. Durch diese Herabstufung stieg die Zahl der Mahalle auf 17. Ihnen stand und steht ein Muhtar als oberster Beamter vor.
Ende 2020 lebten durchschnittlich 234 Menschen in jedem Mahalle, 1.182 Einw. im bevölkerungsreichsten (Bahçelievler Mah.).

## Sehenswürdigkeiten
Nahe der Quelle des İvriz Suyu liegt bei einem kleineren Stauwehr das gut erhaltene späthethitische Felsrelief von İvriz, das den König Warpalawa von Tuwana in Anbetung des Wettergottes Tarhunza zeigt.

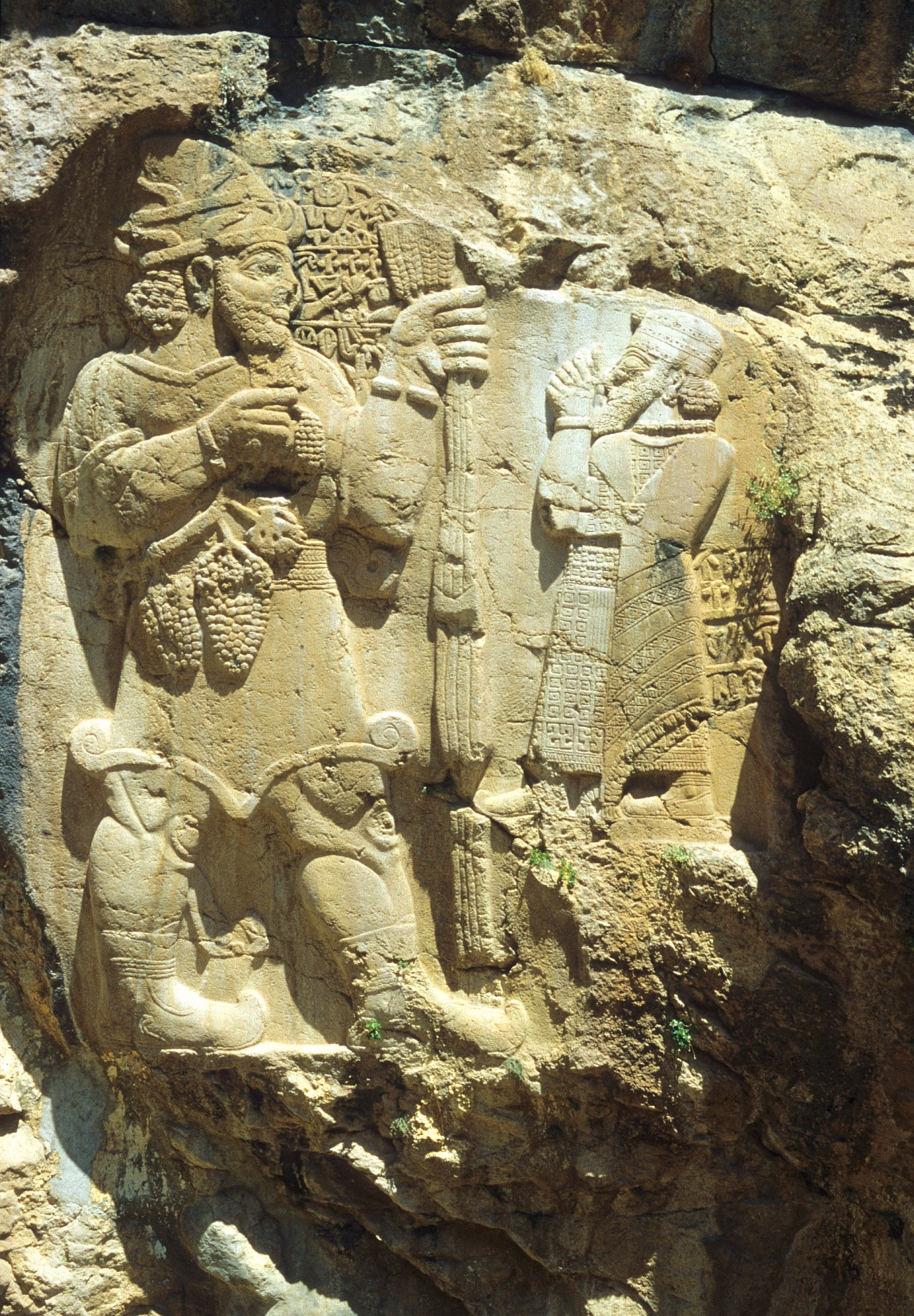
Relief von İvriz